# Frank Matthus
Frank Matthus (* 14. Februar 1964 in Ost-Berlin) ist ein deutscher Schauspieler, Regisseur, Autor und Hörspielsprecher.

## Leben
Frank Matthus wurde 1964 in Berlin als Sohn des Komponisten und Dramaturgen Siegfried Matthus sowie der Sängerin Helga Matthus geboren und wuchs im Stadtbezirk Pankow auf. Nach dem Abitur studierte er Schauspiel an der Hochschule für Schauspielkunst Ernst Busch. Sein erstes Engagement als Schauspieler trat er 1988 am Berliner Ensemble an, wo er auch in der Meisterklasse Regie studierte. Die erste Hauptrolle in einem Film erhielt er in Um jeden Preis in der Reihe Der Staatsanwalt hat das Wort. Es folgte 1989 die Titelrolle in Tapers – Der Klavierspieler, einem zweiteiligen lettischen Kinofilm über das Leben von Raimonds Pauls. 1990 machte Frank Matthus am Brandenburger Theater, dem er bis 1996 als Schauspieler, Regisseur und im letzten Jahr als amtierender Oberspielleiter angehörte, seine erste Regiearbeit. Nach dem Engagement als Schauspieldirektor am Theater Altenburg Gera arbeitete er ab 2001 freischaffend, inszenierte an verschiedenen Theatern im In- und Ausland, sowie für das Tourneetheater Euro-Studio Landgraf. Erste Erfahrungen als Opernregisseur sammelte er in Brandenburg an der Havel mit Mozarts Die Hochzeit des Figaro und wurde 1993 mit der Regie von Claudio Monteverdis Heimkehr des Odysseus an der Kammeroper Schloss Rheinsberg beauftragt. An der Canadien Opera Company in Toronto, Kanada inszenierte er Donizettis Oper Lucia di Lammermoor mit Young ok Shin in der Titelpartie. Am Musiktheater der Republik Karelien Petrosawodsk in Russland erhielt 2020 seine Inszenierung von Puccinis Suor Angelica den russischen Theaterpreis Die Goldene Maske.
1996 wurde Frank Matthus Künstlerischer Leiter des Theatersommers Netzeband, dessen Gründungsmitglied er war. 2010 gründete er mit befreundeten Künstlern die Fontane Festspiele in Neuruppin, die alle zwei Jahre stattfinden. Von 2014 bis 2018 war er außerdem Künstlerischer Direktor des Internationalen Opernfestivals Kammeroper Schloss Rheinsberg, das sein Vater, der Komponist Siegfried Matthus, 1990 gegründet und seit dem geleitet hatte. Frank Matthus begann die erste Spielzeit unter seiner Leitung mit Verdis Oper La Traviata, die er auch selbst inszenierte. Es folgten in den Jahren darauf mit Puccinis Tosca und Bizets Carmen zwei weitere große romantische Frauenopern. Jedes Jahr gab es zudem auch eine Uraufführung, darunter die Opern Adriana (Elke Heidenreich/Marc-Aurel Floros), Tucholskys Spiegel (Christoph Klimke/James Reynolds) und zum Abschluss dieser Serie A Bad Man’s life von Frank Matthus, der auch selbst Regie führte, und Marc-Aurel Floros. Bisher zeichnet Frank Matthus für über 80 Inszenierungen verantwortlich. Zudem schrieb er unter dem Pseudonym „Anton Perrey“ mehrere Texte für das Theater.
Frank Matthus ist verheiratet und lebt mit seiner Frau Sabina, einer Klarinettistin, seit 2001 in Netzeband. Beide haben zwei gemeinsame Kinder und zwei Kinder hat Frank Matthus aus vorherigen Beziehungen.

## Filmografie
- 1987: Der Staatsanwalt hat das Wort: Um jeden Preis (Fernsehserie)
- 1989: Polizeiruf 110: Der Fund (Fernsehreihe)
- 1989: Der Bruch
- 1991: Polizeiruf 110: Big Band Time
- 1991: Hüpf, Häschen hüpf (Fernsehfilm)
- 1991: Polizeiruf 110: Ein verhängnisvoller Verdacht
- 1994: Elbflorenz (Fernsehserie, 2 Episoden)
- 1995: Für alle Fälle Stefanie (Fernsehserie, 1 Episode)
- 1999: Wolffs Revier (Fernsehserie, 1 Episode)

## Theater

### Schauspieler
- 1988: Nikolai Erdman: Der Selbstmörder (Jegoruschka) – Regie: Manfred Wekwerth (Berliner Ensemble)
- 1989: Bertolt Brecht: Mutter Courage und ihre Kinder (Schweizerkas) – Regie: Peter Kupke (Berliner Ensemble)
- 1990: Bertolt Brecht: Die Dreigroschenoper (Moritatensänger) – Regie: Manfred Wekwerth (Berliner Ensemble)
- 1992: William Shakespeare: Hamlet (König Claudius) – Regie: Marion Wiegmann (Brandenburger Theater)
- 1993: Klaus Tudyka: Zum dreisten Hahn (Geiler Herr) – Regie: Eckhard Becker (Ermelerhaus Berlin)
- 1995: Dale Wasserman: Einer flog über das Kuckucksnest (Randle P. Mc Murphy) – Regie: Michael Grosse (Brandenburger Theater)
- 1997: Richard O’Brien: The Rocky Horror Show (Dr. Frank N. Furter) – Regie: Marten Sand (Theater Altenburg Gera)
- 2001: Edward Albee: Die Zoogeschichte (Peter/Jerry) – Regie: Martin Seifert (Theatersommer Netzeband)

### Regisseur
- 1990: Michael Frayn: Der nackte Wahnsinn (Brandenburger Theater)
- 1991: Tennessee Williams: Endstation Sehnsucht (Brandenburger Theater)
- 1991: Friedrich Dürrenmatt: Romulus der Große (Brandenburger Theater)
- 1992: Friedrich Hebbel: Herodes und Mariamne (Brandenburger Theater – Brandenburger Dom)
- 1992: John Kander/Joe Masteroff. Cabaret (auch Rolle als Conferencier) – Regie mit Marten Sand (Brandenburger Theater)
- 1993: Peter Märthesheimer/Pea Fröhlich: Wir Kinder vom Bahnhof Zoo (Brandenburger Theater)
- 1993: Claudio Monteverdi: Heimkehr des Odysseus (Kammeroper Schloss Rheinsberg)
- 1994: Anthony Burgess: Clockwork Orange (Stadttheater Bern, Schweiz)
- 1995: Tadeusz Różewicz: Weiße Ehe (Deutsch-Sorbisches Volkstheater Bautzen)
- 1995: Gaetano Donizetti: Lucia di Lammermoor (Canadien Opera Company in Toronto, Kanada)
- 1996: Giuseppe Verdi: Rigoletto (Canadien Opera Company in Toronto, Kanada)
- 1996: Gotthold Ephraim Lessing: Emilia Galotti (Theater Altenburg Gera)
- 1997: Ödön von Horváth: Geschichten aus dem Wiener Wald (Theater Altenburg Gera)
- 1998: Henrik Ibsen: Ein Volksfeind (Städtebundtheater Hof)
- 1998: Brendan Behan: Die Geisel (Staatstheater Cottbus)
- 1999: Bernard-Marie Koltès: Kampf des Negers und der Hunde (Theater Altenburg Gera)
- 2000: Astrid Lindgren: Ronja Räubertochter (Theatersommer Netzeband)
- 2000: Anton Tschechow: Die Möwe (Städtebundtheater Hof)
- 2001: Otfried Preußler: Der Räuber Hotzenplotz (Stadttheater Bern, Schweiz)
- 2001: Johann Wolfgang von Goethe: Clavigo (Euro-Studio Landgraf – Stadttheater Amberg)
- 2002: Moritz Rinke: Republik Vineta (Stadttheater Bern, Schweiz)
- 2003: Yasmina Reza: Drei Mal Leben (Städtische Theater Chemnitz)
- 2003: Gerhart Hauptmann: Der Biberpelz (Euro-Studio Landgraf – Stadttheater Amberg)
- 2004: Arthur Miller: Hexenjagd (Euro-Studio Landgraf – Stadttheater Amberg)
- 2005: Thomas Mann: Der Zauberberg (Euro-Studio Landgraf – Scharoun-Theater Wolfsburg)
- 2005: Jewgeni Schwarz: Der nackte König (Theatersommer Netzeband)
- 2006: Wolfgang Amadeus Mozart: Die Gärtnerin aus Liebe (Friedrich-Schiller-Universität Jena)
- 2006: William Shakespeare: Macbeth (Theatersommer Netzeband)
- 2007: Gaetano Donizetti: Der Liebestrank (Kammeroper Schloss Rheinsberg)
- 2007: Carlo Goldoni: Mirandolina (Städtebundtheater Hof)
- 2008: Thomas Mann: Buddenbrooks (Euro-Studio Landgraf – Theater im Rathaus Essen)
- 2008: Jule Styne/Billy Wilder/Bob Merrill: Sugar (Joe) (Schleswig-Holsteinisches Landestheater)
- 2009: Neil Simon: Roses Geheimnis (Euro-Studio Landgraf)
- 2009: Jacques Offenbach: Orpheus in der Unterwelt (Schleswig-Holsteinisches Landestheater)
- 2010: Dario Fo: Bezahlt wird nicht! (Städtebundtheater Hof)
- 2010: Moisés Kaufmann: 33 Variationen (Euro-Studio Landgraf)
- 2011: Richard O’Brien: The Rocky Horror Show (Theater Krefeld und Mönchengladbach)
- 2011: Christian Dietrich Grabbe: Scherz, Satire, Ironie und tiefere Bedeutung (Theatersommer Netzeband)
- 2012: Peter Turrini: Der blaue Engel (Euro-Studio Landgraf – Theater der Stadt Schweinfurt)
- 2012: Erik Gedeon: Ewig jung (Theater Krefeld und Mönchengladbach)
- 2013: Gioachino Rossini: Der Barbier von Sevilla (Kammeroper Schloss Rheinsberg)
- 2014: William Shakespeare: Der Widerspenstigen Zähmung (Theatersommer Netzeband)
- 2015: Giuseppe Verdi: La traviata (Kammeroper Schloss Rheinsberg)
- 2018: A Bad Man’s life (Kammeroper Schloss Rheinsberg)
- 2019: Frank Matthus: Effi in der Unterwelt (Fontane Festspiele Neuruppin)
- 2019: Ellernklipp nach Theodor Fontane (Theatersommer Netzeband)
- 2020: Giacomo Puccini: Der Mantel/Schwester Angelica/Gianni Schicchi (Musiktheater der Republik Karelien Petrosawodsk, Russland)
- 2021: Frank Wedekind: Frühlings Erwachen (Theatersommer Netzeband)

## Hörspiele
- 1990: Patricia Highsmith: Ediths Tagebuch  (Cliff) – Regie: Hans Knötzsch (Hörspiel – Rundfunk der DDR)

## Werke
- 2002: Cosima (Opernlibretto)
- 2002: Iphigenie auf Tauris oder Prinz Heinrich inszeniert eine Oper (Monolog für Schauspieler und Gesangsensemble)
- 2004: Die unendliche Geschichte (Opernlibretto nach Michael Ende)
- 2008: Der Fluch des Ringes (Schauspiel der Nibelungen-Trilogie)
- 2009: Siegfrieds Tod (Schauspiel der Nibelungen-Trilogie)
- 2010: Kriemhilds Rache (Schauspiel der Nibelungen-Trilogie)
- 2019: Effi in der Unterwelt (Schauspiel für Fontane Open Air in Neuruppin)
- 2020: Drei Stücke (Bühnentexte. Regenbrecht Verlag)

## Bearbeitungen
- 2006: Macbeth von William Shakespeare
- 2012: Faust von Johann Wolfgang von Goethe
- 2013: Sturm von William Shakespeare

## Auszeichnungen
- 1986: Erich-Weinert-Medaille, Kunstpreis der FDJ[2]
- 2004: INTEGA-Preis für seine Inszenierung Hexenjagd von Arthur Miller
- 2007: INTEGA-Preis für seine Inszenierung Schachnovelle nach Stefan Zweig